# Cyril Deligny
Pas d'image ? Cliquez ici

a Compétitions nationales et continentales officielles uniquement.

Dernière mise à jour le 24 mars 2022.
Cyril Deligny, né le 22 juin 1992 à Castres (Tarn), est un joueur français de rugby à XV qui évolue au poste de talonneur.

## Palmarès

### En club
Néant